# Marmorosphax boulinda
Espèce
Statut de conservation UICN

 VU D2 : Vulnérable
Marmorosphax boulinda est une espèce de sauriens de la famille des Scincidae.

## Répartition
Cette espèce est endémique de Nouvelle-Calédonie.

## Étymologie
Cette espèce est nommée en référence au lieu de sa découverte : le massif de Boulinda.

## Publication originale
- Sadlier, Smith, Bauer & Whitaker, 2009 : Three new species of skink in the genus Marmorosphax Sadlier (Squamata: Scincidae) from New Caledonia. Mémoires du Muséum national d’Histoire naturelle, Zoologia Neocaledonica 6, vol. 198, p. 373-390.